# Anne-Hilarion de Tourville
Anne-Hilarion de Costentin de Tourville (Parijs, 24 november 1642 - aldaar, 23 mei 1701) was een Frans admiraal die diende onder koning Lodewijk XIV van Frankrijk.

## Biografie
Op zeventienjarige leeftijd vocht Tourville zijn eerste zeeslag op een Maltees fregat dat onder commando stond van de Orde van Malta. Acht jaar later trad hij toe tot de Franse Koninklijke Marine en begon daar zijn actieve loopbaan als officier. Hij vocht tijdens de Hollandse Oorlog en was actief als kapitein tijdens de Slag bij Agosta. Hij diende geruime tijd onder admiraal Abraham Duquesne.
Ten tijde van de Negenjarige Oorlog kreeg hij de commando over zijn eigen vloot. Hij wist de Slag bij Beachy Head voor de Fransen tot een goed einde te weten brengen, maar tijdens de Zeeslagen bij Barfleur en La Hougue leed hij een behoorlijk verlies. Hij wist daarna nog wel een paar overwinningen te behalen.
Tourville ging met pensioen na de Vrede van Rijswijk als een nationale held in 1697. Hij overleed op 23 mei 1701 in Parijs.